# 21238 Panarea
21238 Panarea è un asteroide della fascia principale. Scoperto nel 1995, presenta un'orbita caratterizzata da un semiasse maggiore pari a 2,5436470 UA e da un'eccentricità di 0,1079805, inclinata di 11,44100° rispetto all'eclittica.
Il nome deriva da quello dell'omonima isola vulcanica delle Eolie.